# Dolní Moravice
Pour les articles homonymes, voir Moravice.
Dolní Moravice (en allemand : Nieder Mohrau) est une commune du district de Bruntál, dans la région de Moravie-Silésie, en République tchèque. Sa population s'élevait à 387 habitants en 2021.

## Géographie
Dolní Moravice se trouve à 11 km à l'ouest de Bruntál, à 70 km à l'ouest-nord-ouest d'Ostrava et à 207 km à l’est de Prague.
La commune est limitée par Malá Morávka au nord, par Václavov u Bruntálu et Malá Štáhle à l'est, par Rýmařov au sud et au sud-ouest, et par Stará Ves à l'ouest.

## Histoire
La première mention écrite de la localité date de 1258.

## Administration
La commune se compose de trois quartiers :
- Dolní Moravice
- Horní Moravice
- Nová Ves

## Transports
Par la route, Dlouhá Stráň se trouve à 15 km de Bruntál, à 92 km d'Ostrava et à 274 km de Prague.